# Nespelem Community
Nespelem Community ist ein Census-designated place (CDP) im Okanogan County im US-Bundesstaat Washington. Zum United States Census 2010 hatte Nespelem Community 153 Einwohner.

## Geographie
Nach dem United States Census Bureau hat der CDP eine Gesamtfläche von 59,9 km², von denen 59,8 km² Land- und 0,1 km² (0,09 %) Wasserfläche sind.

## Demographie
| Jahr | Einwohner¹ |
| ---- | ---------- |
| 1990 | 291        |
| 2000 | 290        |
| 2010 | 253        |

¹ 1990–2010: Volkszählungsergebnisse
Nach der Volkszählung von 2000 gab es in Nespelem Community 290 Einwohner, 84 Haushalte und 58 Familien. Die Bevölkerungsdichte betrug 4,8 pro km². Es gab 102 Wohneinheiten bei einer mittleren Dichte von 1,7 pro km².
Die Bevölkerung bestand zu 6,55 % aus Weißen, zu 92,07 % aus Indianern, und zu 0,69 % aus anderen „Rassen“. Hispanics oder Latinos „jeglicher Rasse“ bildeten 2,76 % der Bevölkerung.
Von den 84 Haushalten beherbergten 33,3 % Kinder unter 18 Jahren, 36,9 % wurden von zusammen lebenden verheirateten Paaren, 25 % von alleinerziehenden Müttern geführt; 29,8 % waren Nicht-Familien. 27,4 % der Haushalte waren Singles und 6 % waren alleinstehende über 65-jährige Personen. Die durchschnittliche Haushaltsgröße betrug 3,45 und die durchschnittliche Familiengröße 4,22 Personen.
Der Median des Alters in der Stadt betrug 30 Jahre. 37,2 % der Einwohner waren unter 18, 6,6 % zwischen 18 und 24, 29,3 % zwischen 25 und 44, 17,9 % zwischen 45 und 64 und 9 65 Jahre oder älter. Auf 100 Frauen kamen 116,4 Männer, bei den über 18-Jährigen waren es 119,3 Männer auf 100 Frauen.
Alle Angaben zum mittleren Einkommen beziehen sich auf den Median. Das mittlere Haushaltseinkommen betrug 39.688 US$, in den Familien waren es 48.438 US$. Männer hatten ein mittleres Einkommen von 23.750 US$ gegenüber 21.667 US$ bei Frauen. Das Pro-Kopf-Einkommen betrug 12.507 US$. Etwa 9,8 % der Familien und 11,9 % der Gesamtbevölkerung lebte unterhalb der Armutsgrenze; das betraf 4,5 % der unter 18-Jährigen und 9,5 % der über 65-Jährigen.